# Tofieldia divergens
Tofieldia divergens är en kärrliljeväxtart som beskrevs av Louis Édouard Bureau och Adrien René Franchet. Tofieldia divergens ingår i släktet kärrliljor, och familjen kärrliljeväxter. Inga underarter finns listade.